# TRS-80

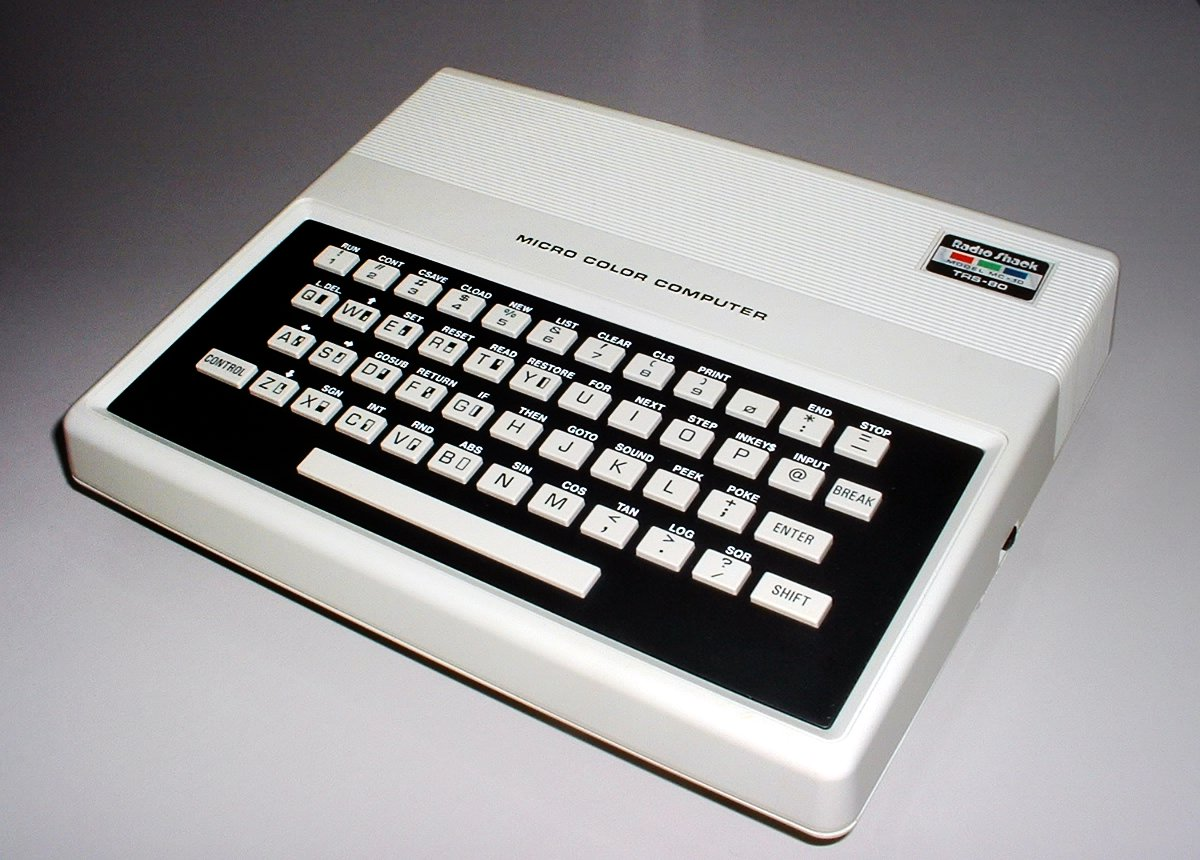
TRS-80 MC-10

TRS-80 var en serie hemdatorer skapade av Tandy och såldes under sena 1970- och tidiga 1980-talet i butikskedjan Radio Shack, (därav TRS: Tandy Radio Shack). Datorn kunde bland annat använda Tandys variant av Tiny BASIC och Microsofts dialekt av BASIC. TRS-80 kallades ofta kärleksfullt "Trash-80" av sina användare.
Datorn såldes i slutet av 70-talet i Sverige av återförsäljaren Datatronic som hade svårt att göra intrång på den svenska marknaden, som 1979 behärskades av Luxors ABC 80 med Commodore PET och Apple II som huvudsakliga konkurrenter.

## Model I

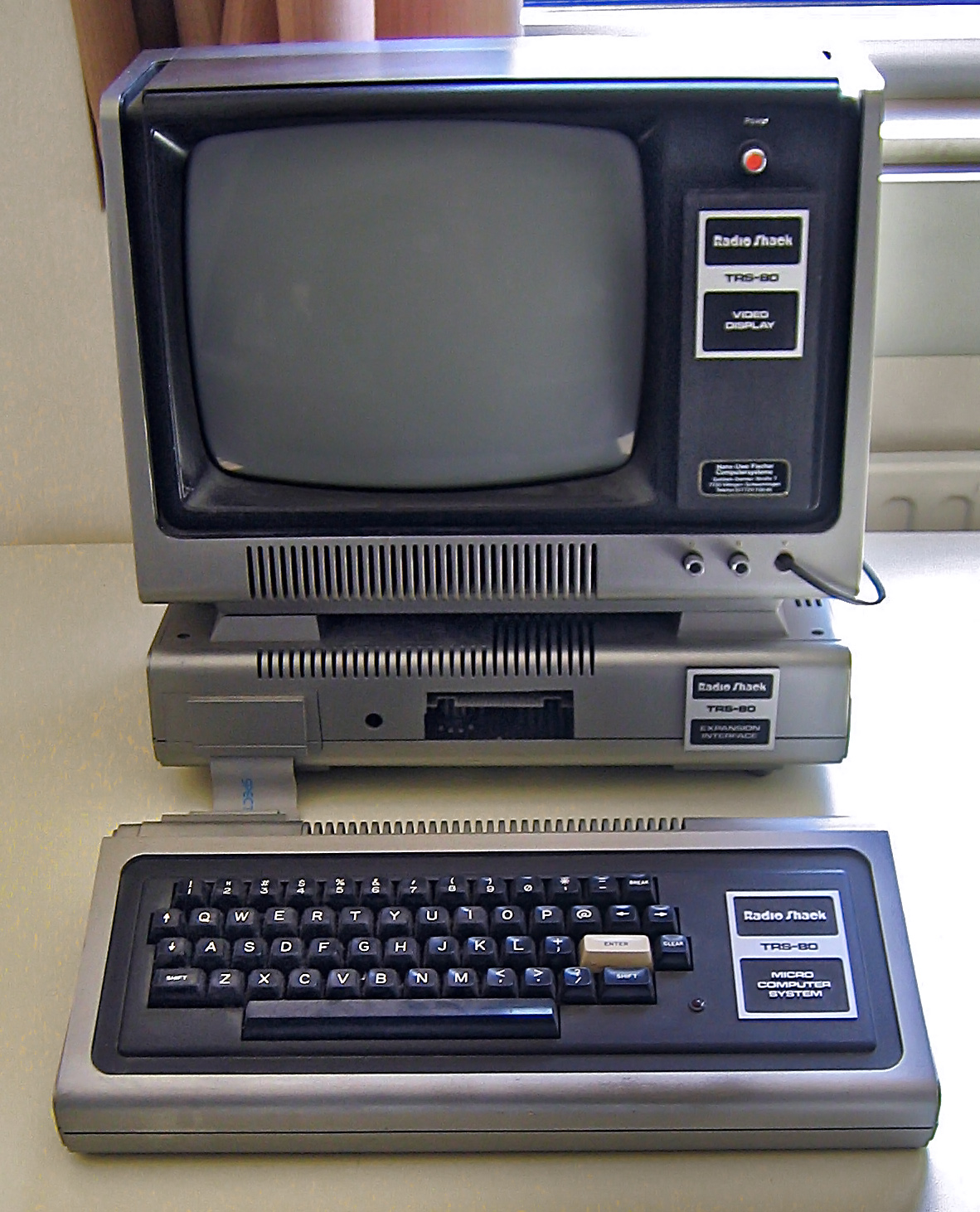
TRS-80 Model I.

Vid en presskonferens 3 augusti 1977 lanserades TRS-80 Model I, till ett pris av 599 USD. Datorn bestod av en processorenhet och en separat bildskärmsenhet. Processorn var en Zilog Z80 som drevs med en klockfrekvens på 1,77 MHz. Ursprungligen såldes Model I med 4 kilobyte RAM-minne och Level I BASIC, som var en variant av Tiny BASIC. Senare utkom Model I med 16 kilobyte minne och Level II BASIC levererat av Microsoft. Som lagringsmedium användes kassettband, som lästes och skrevs av en vanlig kassettbandspelare med en hastighet av 50 bytes i sekunden. 
Med hjälp av en ganska dyr expansionsenhet (Expansion Interface) gick det att utöka internminnet till 48 kilobyte, ansluta en eller fler 5,25-tums diskettläsare, samt ansluta datorn till en skrivare med hjälp av ett centronicsgränssnitt.
Tangentbordselektroniken var ovanlig i det att den inte innehöll några aktiva kretsar. Istället mappade hårdvaran tangenterna direkt till minnesadresser som tillägnades en del av adressrymden. En version av tangentbordsenheten tillverkades med ett numeriskt tangentbord.
Det begränsade videominnet på 1024 bytes gjorde att datorn bara kunde visa 16 rader bestående av 64 tecken. Dessutom lagrade videominnet i Model I bara 7 bitar per byte, vilket bland annat innebar att det inte gick att visa gemena bokstäver. En vanlig hobbylösning var att klämma eller löda fast ett åttonde minneschip på ett av de sju förekommande minneschipen, böja upp ett adresstift och koppla detta till adressbussen.
Model I blev ökänd för de kraftiga elektromagnetiska störningar som datorn utstrålade vid drift. Dessa störningar åtgärdades i Model III.

## Model II
Oktober 1979 började Tandy leverera TRS-80 Model II, som var avsedd för småföretag. Den var inte en uppgradering av Model I, utan ett helt annorlunda system med den snabbare Z80A-processorn som drevs i 4 MHz. Datorhårdvaran samt en 8-tums diskettenhet och en monokrom bildskärm med 80x24 var inbyggda i ett gemensamt chassi med ett separat tangentbord. Datorn erbjöds med 32 eller 64 kilobyte RAM; två RS-232-serieportar och en Centronics-skrivarport var standard. 

## Model III
Juli 1980 släppte Tandy Model III, som integrerade tangentbordsenheten och bildskärmen i ett chassi. De elektromagnetiska störningarna från Model I hade eliminerats och datorn fick en snabbare (2,03 MHz) Z-80-processor. Model III hade integrerade diskettenheter som tillvalsmöjlighet.

## Model 4

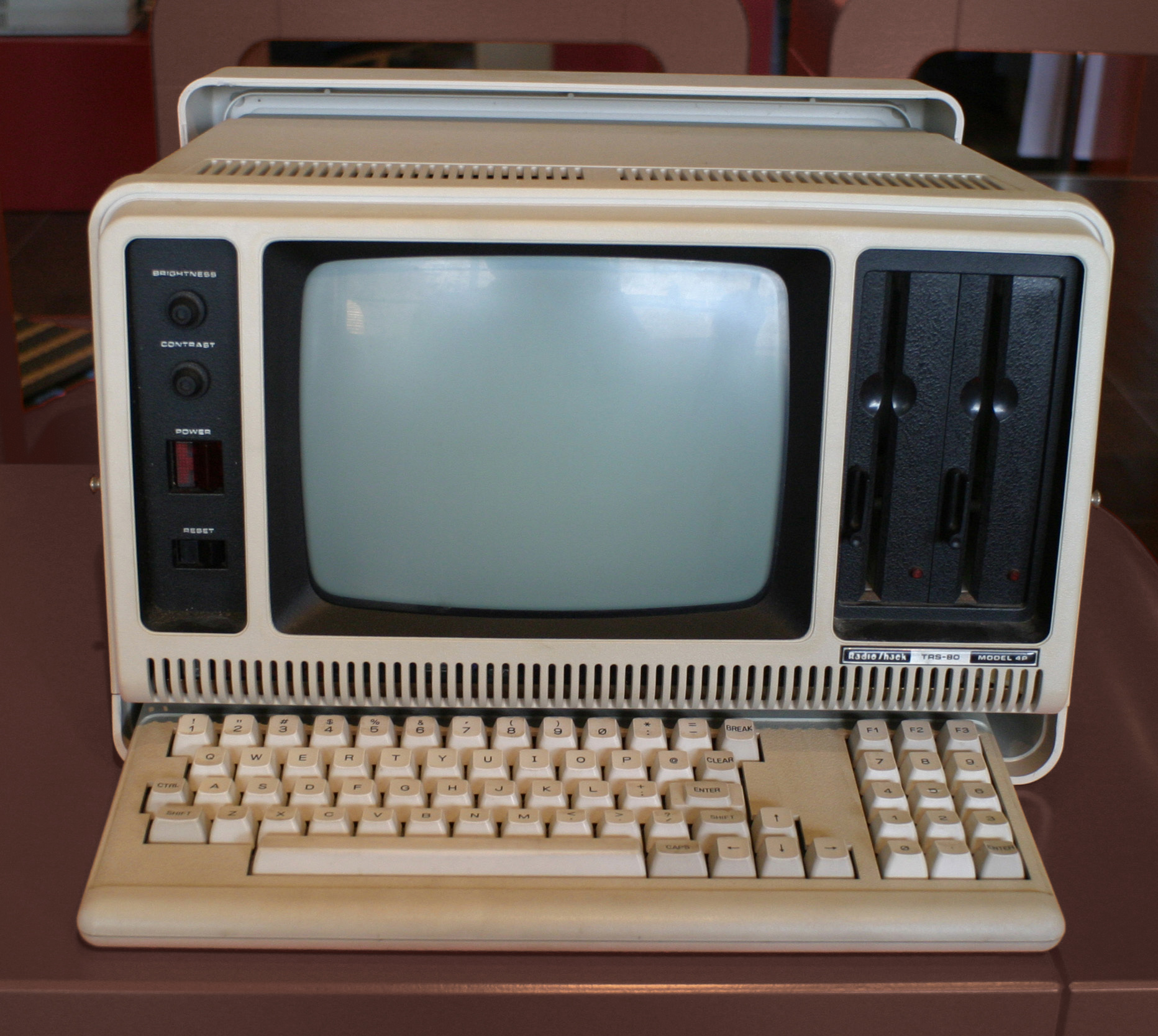
TRS-80 Model 4P

Nästa modell introducerades april 1983. Den hade möjlighet att använda CP/M.